# 아슈바고샤

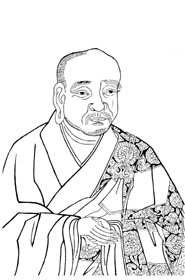

아슈바고샤(산스크리트어: अश्वघोषः) 또는 마명(馬鳴)은 인도의 고전인 산스크리트 문학 최초의 불교 시인이다.
정확한 생몰년은 알려져 있지 않지만, 보통 AD80?~AF150?, 불멸 후 600년 경에 태어났다고 전한다. 브라만교 출신으로 불교에 귀의하여 보살의 칭호를 얻었다. 서사시 《붓다차리타》(불소행찬)는 대표작으로 유명하며 불전문학이자 인도 고전 문학 융성의 선구자로서 문학 사상 중요한 위치를 점하고 있다.

## 생애
아슈바고샤는 서기 1세기 후반부터 2세기 전반 무렵에 중인도 사위국(舍衛國) 바기다(婆枳多) 지방에서 출생하였다. 그는 바라문족의 출신으로서 바라문 교육을 받았고, 4베다(Veda)ㆍ6논(論)에 통달하였으며, 지혜는 깊고 식견은 높았으며, 말재주가 교묘하였다 한다.
처음에는 유아사상(有我思想)을 주장하여 불교를 반대하였으나, 천축 제11대 조사 부나사(富那奢)와 논쟁에서 그에게 굴복하고 그의 제자가 되어 교화를 받고 불교에 귀의하여, 수도에 정진하였다. 그의 불교 사상은 대체로 일체유부(一切有部)에 속하여 원시 불교를 탈피하지는 못했지만 대중부(大衆部) 등의 진보 사상을 어느 정도 수용하였고, 그 문체와 내용을 보아 자유 사상을 가진 불교 시인으로 생각된다.
아슈바고샤는 부나야사 존자에 이어 천축 제12대 조사로 모셔졌으며, '보살'의 칭호를 받았다. 이후 용수보살(2세기, 14대 조사), 무착보살(세친의 형), 세친보살(4세기, 21대 조사), 신라의 원효보살(7세기)이 아슈바고샤와 마찬가지로 '보살'의 칭호를 받았다.

## 저서
아슈바고샤의 저작으로 확실한 것은 석가모니 부처의 생애를 그린 서사시 《붓다차리타》(불소행찬)와 《손타라난타시》(孫陀羅難陀詩)이며, 다소 이론(異論)의 여지는 있으나, 《대장엄론경》(大莊嚴論經) ㆍ 《금강침론》(金剛針論) ㆍ 《대승기신론》(大乘起信論) 등도 아슈바고샤의 저술로 간주되고 있다.《대승기신론》에 대한 해석 가운데 7세기 신라의 승려 원효가 저술한 《대승기신론소》가 매우 유명하다.
최근 중앙 아시아에서 마명의 작품이라고 생각되는 희곡 《사리불극》(舍利弗劇) 외에 두 작품이 발견되었는데, 인도의 희곡 및 언어 발달에 대한 중요한 자료가 되고 있다.

## 같이 보기
- 산스크리트 문학